# Mezmerize
Mezmerize – czwarty album zespołu System of a Down. Jeden z dwóch albumów zespołu, które zostały wydane w 2005 roku.

## Lista utworów
1. „Soldier Side - Intro” (muz.: Malakian, sł.: Malakian) – 1:03
2. „B.Y.O.B.” (Bring Your Own Bombs) (muz.: Malakian, sł.: Malakian, Tankian) – 4:15
3. „Revenga” (muz.: Malakian, sł.: Malakian, Tankian) – 3:50
4. „Cigaro” (muz.: Malakian, sł.: Malakian, Tankian) – 2:11
5. „Radio/Video” (muz.: Malakian, sł.: Malakian) – 4:13
6. „This Cocaine Makes Me Feel Like I'm On This Song” (muz.: Malakian, sł.: Malakian, Tankian) – 2:08
7. „Violent Pornography” (muz.: Malakian, sł.: Malakian) – 3:31
8. „Question!” (muz.: Tankian, Malakian, sł.: Tankian) – 3:20
9. „Sad Statue” (muz.: Malakian, sł.: Malakian, Tankian) – 3:27
10. „Old School Hollywood” (muz.: Malakian, sł.: Malakian) – 2:58
11. „Lost In Hollywood” (muz.: Malakian, sł.: Malakian, Tankian) – 5:20

## Twórcy
- Serj Tankian – wokal prowadzący, keyboard, gitara akustyczna (w „Question!”)
- Daron Malakian – gitara, wokal wspierający
- Shavo Odadjian – gitara basowa
- John Dolmayan – perkusja, instrumenty perkusyjne

## Pozycje na listach
| Lista         | Kraj              | Pozycja |
| ------------- | ----------------- | ------- |
| Billboard 200 | Stany Zjednoczone | 1       |
| OLiS          | Polska            | 25      |